# Nicole de Boer
Nicole de Boer (Toronto, 20 de Dezembro de 1970) é uma atriz canadense, que fez um papel destacado como Ezri Dax, na sétima temporada da telessérie Star Trek: Deep Space Nine. Também participou do filme Cube de 1997 interpretando uma jovem e talentosa matemática. Atualmente faz sucesso como Sarah Bannerman, na série The Dead Zone ("O Vidente", no Brasil).

## Carreira
A estreia de De Boer na televisão foi um papel sem créditos em Freddy the Freeloader's Christmas Dinner, estrelado por Red Skelton e Vincent Price. Seu primeiro grande trabalho na televisão foi na série 9B da CBC, seguido por um papel recorrente no programa de comédia canadense The Kids in the Hall como Laura, namorada de Bobby Terrance (Bruce McCulloch). Ela posteriormente apareceu (como um personagem diferente) em seu filme de 1996, Brain Candy.
Ela estrelou a curta série do SyFy Channel (EUA) de 1997, Deepwater Black (também conhecida como Mission Genesis) como Yuna. Isso foi seguido por um papel no filme Cube (1997). Ela participou de dois episódios da série canadense The Outer Limits.
Outros papéis de De Boer incluíram Ezri Dax em Star Trek: Deep Space Nine (sétima temporada, 1998–1999), e como Sarah Bannerman na série The Dead Zone (2002–2007).
Ela interpretou a Dra. Alison Porter na série SyFy Stargate Atlantis, aparecendo no episódio da quinta temporada "Whispers", e como Marion Caldwell em três episódios da série de televisão Haven.

## Filmografia

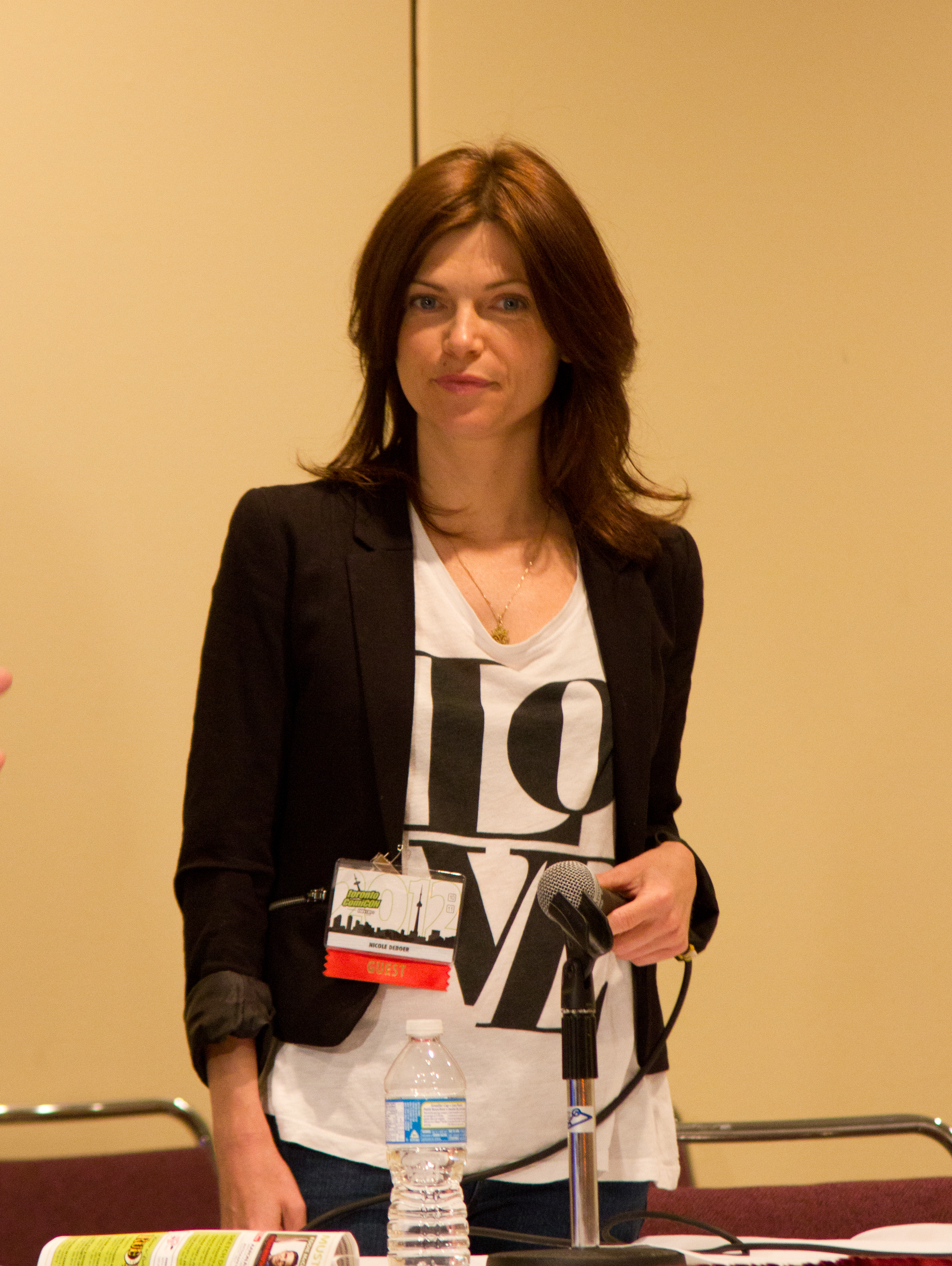
De Boer - Toronto Comicon 2012.

### Filmes
| Ano  | Titulo                                    | Papel           |
| ---- | ----------------------------------------- | --------------- |
| 1981 | Freddie the Freeloader's Christmas Dinner |                 |
| 1990 | The Kissing Place                         | Cathy           |
| 1992 | Prom Night IV: Deliver Us from Evil       | Meagan          |
| 1993 | Family Pictures                           | Penny           |
| 1994 | The Counterfeit Contessa                  | Helena Everett  |
| 1995 | Jungleground                              | Caitlyn Dean    |
| 1995 | National Lampoon's Senior Trip            | Meg Smith       |
| 1996 | Kids in the Hall: Brain Candy             |                 |
| 1997 | When Innocence Is Lost                    | Nancy           |
| 1997 | Cube                                      | Leaven          |
| 1999 | Family of Cops 3: Under Suspicion         | Jackie Fein     |
| 2000 | Rated X                                   | Karen Mitchell  |
| 2003 | Public Domain                             | Bonnie          |
| 2004 | Phil the Alien                            | Madame Madame   |
| 2006 | Ties That Bind                            | Megan Mahoney   |
| 2008 | NYC: Tornado Terror                       | Cassie Lawrence |
| 2008 | Christmas Town                            | Liz             |
| 2009 | Suck                                      | Susan           |
| 2011 | Iron Invader a/k/a Metal Shifters         | Amanda          |
| 2011 | Metal Tornado                             | Rebecca         |
| 2011 | Secrets From Her Past                     | Hannah          |
| 2012 | My Mother's Secret                        | Lauren Coulson  |
| 2016 | Where's My Baby?                          | Marissa Davis   |
| 2016 | Corrupt a/k/a Trust No One                | Kate MacIntyre  |
| 2017 | Stranger                                  | Martha          |
| TBA  | Range Roads                               | Suzanne         |

### Televisão
| Ano                 | Título                        | Papel                             |
| ------------------- | ----------------------------- | --------------------------------- |
| 1981                | Standing Room Only            | l                                 |
| 1988                | 9B                            | Erin Jones                        |
| 1989                | Street Legal                  | Jackie                            |
| 1989–1991           | The Kids in the Hall          | Laura                             |
| 1991                | Tropical Heat                 | Beth Goodnight                    |
| 1991–1993           | Beyond Reality                | Celia Powell / Anna / Mrs. Winter |
| 1992                | Maniac Mansion                | Holly                             |
| 1992                | Forever Knight                | Jeannie                           |
| 1992–1994           | E.N.G.                        | Nancy Bergman / Brenda            |
| 1993                | The Hidden Room               | Paula                             |
| 1993                | JFK: Reckless Youth           | Olive Cawley                      |
| 1994                | Catwalk                       | Maggie Holden                     |
| 1995                | TekWar                        | Tara James                        |
| 1995–1998           | The Outer Limits              | Bree Tristan / Rachel Sanders     |
| 1996                | Poltergeist: The Legacy       | Samantha Wallace                  |
| 1996                | Psi Factor                    | Kelly Starr Tanner                |
| 1997                | Mission Genesis               | Yuna                              |
| 1997                | Ready or Not                  | Crystal                           |
| 1998                | The Wonderful World of Disney | Bonnie                            |
| 1998–1999           | Star Trek: Deep Space Nine    | Ezri Dax                          |
| 1999                | Dooley Gardens                | Skye                              |
| 2000                | The Fearing Mind              | Paula Kubiak                      |
| 2002–2007           | The Dead Zone                 | Sarah Bracknell Bannerman         |
| 2004                | 5ive Days to Midnight         | Chantal Hume                      |
| 2008                | Stargate Atlantis             | Dr. Alison Porter                 |
| 2010, 2013 and 2015 | Haven                         | Marion Caldwell                   |
| 2012                | Perception                    | Janice Zimmerman                  |
| 2013                | Cracked                       | Leigh McMaster                    |
| 2014                | Reign                         | Lady Doisneau                     |
| 2016–2021           | Private Eyes                  | Becca D'Orsay                     |